# Lorong Waktu
Lorong Waktu (indonesisch „Zeitablauf“) ist eine indonesische islamische Science-Fiction-Fernsehserie.
Lorong Waktu wurde von Deddy Mizwar zusammen mit dem Drehbuchautor Wahyu H.S. entwickelt. Regie führten Aldisar Syafar und Deddy Mizwar.
Zu den Hauptdarstellern dieser Serie zählen Deddy Mizwar, Jourast Jordy, Hefri Olifian und Christy Jusung. Die Serie wurde von Demi Gisela Citra Sinema produziert und 1999 von SCTV ausgestrahlt. Der ersten Staffel der Serie folgten fünf weitere Staffeln als Fortsetzung bis zu ihrer endgültigen Einstellung im Jahr 2006. Im Jahr 2019 wurde die Serie in einem animierten Format regelmäßig im Ramadan vom Fernsehsender SCTV ausgestrahlt.

## Handlung
Lorong Waktu erzählt die Abenteuer von Ustād Addin, Haji Husin und einem jungen Studenten namens Zidan. Ustād Addin ist ein junger Waisenjunge, der von Haji Husin als Kind angesehen wird und Fähigkeiten in der Informationstechnologie hat. Er erfindet eine Zeitmaschine, die Haji Husin und Zidan auf Abenteuer durch die Vergangenheit und die Zukunft mitnimmt.
In der zweiten Staffel werden zwei neue Charaktere eingeführt: Havid, ein ehemaliger Dieb, und Sabrina, eine ehemalige Wahrsagerin. Havid ist Analphabet, hat aber die Absicht, Buße zu tun und sein Schicksal zu ändern, um ein guter Mensch zu werden. Sabrina hat Haji Husin und Zidan zuvor im Zeittunnel getroffen, bevor sie sich alle in der realen Welt begegnen. Im Laufe der Zeit entwickelt Ustād Addin Interesse an Sabrina und umgekehrt, bis sie sich am Ende der Staffel dazu entscheiden, sich gegenseitig einen Heiratsantrag zu machen. Ihr Hochzeitsmoment wird in der ersten Folge der dritten Staffel gezeigt.
Während ihrer Reise durch die Zeit in der dritten Staffel erleben Haji Husin, Zidan und ihre Schüler verschiedene Ereignisse und einzigartige Charaktere, die indirekt wertvolle Lektionen für ein besseres Leben vermitteln. Inzwischen entwickeln zwei von Haji Husins Schülern, Havid und Jambrong, die auch als Moscheeverwalter dienen, Gefühle für dasselbe Mädchen, Adinda. Das tägliche Leben in der Moschee ist geprägt von verschiedenen Tricks und Versuchen, Adindas Liebe zu gewinnen. Schließlich wählt Adinda am Ende der Staffel Havid als ihren Ehemann aus.
Am Anfang der vierten Staffel wird Sabrina, die Frau von Ustād Addin, schwanger und wird sehr sensibel. Als verantwortungsbewusster Ehemann und werdender Vater versucht Ustād Addin, die Gelüste seiner Frau zu erfüllen. Gegen Ende der Staffel enthüllt sich eine weitere Überraschung. Jagur, ein ehemaliger Häftling und Freund von Jambrong und Havid, äußert den Wunsch, Buße zu tun und Schüler von Haji Husin zu werden. Obwohl Havid und Jambrong anfangs Bedenken wegen Jagurs krimineller Vergangenheit haben, erkennen sie bald, dass sie sich geirrt haben. Jagur bereut aufrichtig und um seine Aufrichtigkeit zu demonstrieren, bittet er sogar Zidan, das Tattoo auf seinem Arm zu entfernen. Haji Husin akzeptiert Jagur als Schüler und er setzt seine Reise zur Erlösung fort.
In der fünften Staffel werden Havid und Jambrong, die beide verheiratet sind, als Plantagenmanager eingesetzt, finanziert von einer Moscheestiftung. Jagur übernimmt die Rolle des Moschee-Wächters. Inzwischen modernisiert Ustād Addin seine Zeitmaschinen-Ausrüstung, die nun über einen Laptop gesteuert werden kann. Mit den von ihm entwickelten Geräten kann er seine Freunde überall und zu jeder Zeit hin schicken. Sabrina bringt einen Jungen zur Welt, der Firdaus genannt wird.
In der sechsten und letzten Staffel konzentriert sich die Geschichte von Lorong Waktu mehr auf familiäre Themen. Firdaus, der Sohn von Ustād Addin und Sabrina, ist nun im schulfähigen Alter, und Sabrina ist damit beschäftigt, mit dem schelmischen Verhalten ihres Sohnes umzugehen. Haji Husin, der älter wird, hegt immer noch die Hoffnung, erneut die Liebe zu finden, da all seine geliebten Schüler nun mit ihren eigenen Familien beschäftigt sind. Er trifft dann eine Frau namens Aini in der Hoffnung, dass sie die letzte Liebe seines Lebens sein wird. Inzwischen haben Havid und Jambrong mit Unterstützung einer Moscheestiftung erfolgreich eine Plantage aufgebaut. Jagur, der kürzlich geheiratet hat, strebt ein glückliches und harmonisches Familienleben an.

## Besetzung
- Deddy Mizwar wie Haji Husin
- Jourast Jordy wie Zidan
- Adjie Pangestu wie Ustaz Addin (Staffel 1)
- Dicky Chandra wie Ustaz Addin (Staffel 2)
- Hefri Olifian wie Ustaz Addin (Staffel 3–6)
- Christy Jusung wie Sabrina (Staffel 2–4)
- Aditya Novika wie Sabrina (Staffel 5)
- Zaskia Adya Mecca wie Sabrina (Staffel 6)
- Opie Kumis wie Havid
- Ramdhani Qubil AJ wie Jambrong
- Asrul Dahlan wie Jagur

## Rezeption
In Bezug auf mehrere Medien gilt diese Serie allgemein als die beste indonesische Serie mit religiösem Thema. Laut Kompas TV gilt die Serie als die religiöse Serie, die die Zuschauer am meisten vermissen.